# Calogero Licata
Calogero Licata (Aragona, 20 ottobre 1872 – Teano, 25 agosto 1924) è stato un vescovo cattolico italiano.

## Biografia
Monsignor Calogero Licata nasce il 20 ottobre 1872 in Sicilia ad Aragona, comune italiano in Provincia di Agrigento. Durante il percorso della sua infanzia arricchisce pienamente lo studio e la sua stessa cultura attraverso la dura educazione ricevuta dai suoi rispettivi genitori, la mamma Collura Antonina e il padre Licata Giuseppe originari di Aragona, in provincia di Agrigento.
Entrato in seminario per l'Arcidiocesi di Agrigento, viene ordinato sacerdote nella Cattedrale di San Gerlando il 17 dicembre 1897 dal vescovo Gaetano Blandini.
Dopo aver svolto l'incarico di vicario parrocchiale presso San Michele, piccola frazione di Agrigento, è vicario generale della diocesi dal febbraio del 1900 all'agosto del 1915.
Il 14 aprile del 1916 viene nominato vescovo di Calvi e Teano da papa Benedetto XV.
Riceve la consacrazione episcopale nella Cattedrale di Agrigento il 29 giugno dello stesso anno dal cardinale Vincenzo Vannutelli, arcivescovo titolare di Sardi, coconsacranti Bartolomeo Maria Lagumina, vescovo di Girgenti e Adolfo Turchi, vescovo titolare di Canopo.
Il comportamento sia religioso e sia umano e gli incarichi particolarmente importanti svolti all'interno delle due diocesi campane dallo stesso vescovo Calogero furono apprezzati dal popolo. Monsignor Calogero Licata, infatti,  riuscì anche a stroncare i numerosi e terribili scandali tollerati per troppo tempo.
Fondamentalmente, fu convinto che l'esistenza dei due seminari della diocesi di Calvi e Teano fosse un danno, sia dal punto di vista economico che dal punto di vista educativo, e in seguito sacrificò il seminario di Visciano realizzato grazie ai grandi sacrifici del vescovo Giordano. Nonostante le tante opposizioni, nel 1921 riuscì ad unire i due seminari in uno con sede a Teano, realizzando complessivamente un seminario interdiocesano e quest'ultima azione svolta consentì il raggiungimento di una grande polemica.
Successivamente, il vescovo Calogero realizzò una lettera pastorale contro gli abusi introdotti nella celebrazione delle feste religiose, che ebbe un ampio eco in tutta Italia. In seguito, la maggior parte dei vescovi del Mezzogiorno adottarono i suoi provvedimenti.
Monsignor Calogero Licata morì tragicamente presso la sede di Teano il 24 agosto del 1924 precipitando da un'impalcatura del nuovo seminario ancora in costruzione. I funerali furono svolti il giorno successivo presso la Cattedrale di Teano.

## Genealogia episcopale
La genealogia episcopale è:
- Cardinale Scipione Rebiba
- Cardinale Giulio Antonio Santori
- Cardinale Girolamo Bernerio, O.P.
- Arcivescovo Galeazzo Sanvitale
- Cardinale Ludovico Ludovisi
- Cardinale Luigi Caetani
- Cardinale Ulderico Carpegna
- Cardinale Paluzzo Paluzzi Altieri degli Albertoni
- Papa Benedetto XIII
- Papa Benedetto XIV
- Cardinale Enrico Enriquez
- Arcivescovo Manuel Quintano Bonifaz
- Cardinale Buenaventura Córdoba Espinosa de la Cerda
- Cardinale Giuseppe Maria Doria Pamphilj
- Papa Pio VIII
- Papa Pio IX
- Cardinale Alessandro Franchi
- Cardinale Giovanni Simeoni
- Cardinale Vincenzo Vannutelli
- Vescovo Calogero Licata